# Crinum forgetii
Crinum forgetii är en amaryllisväxtart som beskrevs av Charles Henry Wright. Crinum forgetii ingår i släktet Crinum, och familjen amaryllisväxter. Inga underarter finns listade i Catalogue of Life.